# Броды
Бро́ды (укр. Бро́ди) — город в Золочевском районе Львовской области Украины.
Город является административным центром Бродовской городской общины.

## География
Город расположен в пределах Бродовской равнины, через его южную часть протекает небольшая речка Бовдурка (правый приток Стыра). Броды лежат вблизи границы Львовской и Ровненской областей. До 1918 года в его окрестностях проходила государственная граница между Австро-Венгрией и Российской империей. Такое специфическое расположение Бродов издавна делало город своеобразной свободной экономической зоной, где бурно развивалась международная торговля.
Через Броды проходят важные железнодорожные и автомобильные магистрали. В Бродах стыкуются нефтепроводы «Дружба» и «Одесса-Броды».

## История
Первое письменное упоминание встречается в «Поучении Владимира Мономаха…» от 1084 года. Населённый пункт находился на границе Галицкого и Волынского княжеств. В период раздробленности Руси эти земли захвачены поляками.
В 1441 году перешёл польскому шляхтичу Яну Сенинскому. С 1511 года принадлежал Каменецким — подольским воеводам. В 1570 году Станислав Жолкевский купил у Каменецких ещё 7 деревень, в том числе Броды, для которых в 1584 году приобрёл статус города. Рядом с Бродами он построил замок, который в честь своего родового герба назвал Любичем. В другом источнике сказано что в 1584 году Броды купил Станислав Жолкевский — белзкий воевода. Он получил от короля Стефана Батория право на основание города c магдебургским правом и основал город Любич (в честь фамильного герба). Но название города Любич не прижилось, и меньше чем через 10 лет город снова стали называть (по документам) Броды.

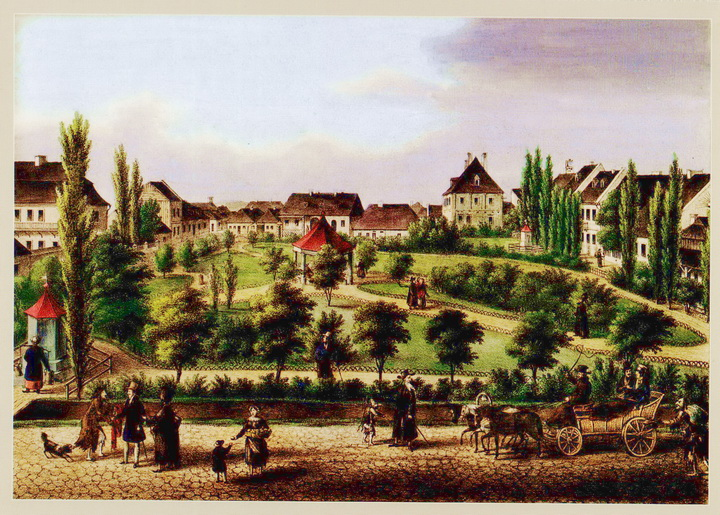
Броды, 1830

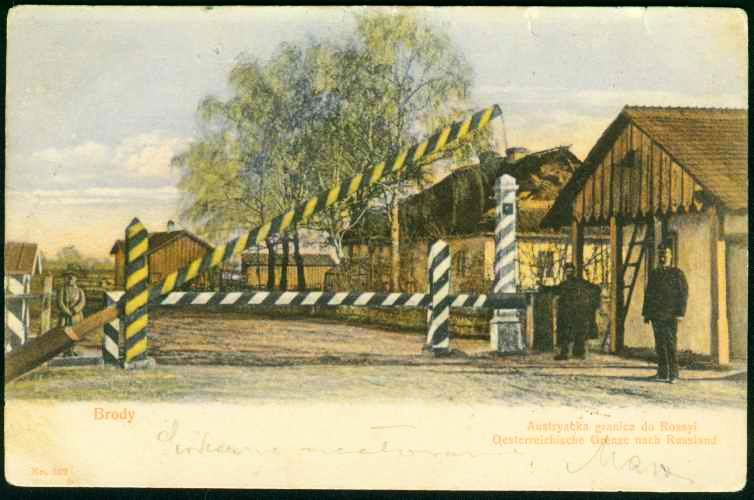
Государственная граница между Российской империей и Австро-Венгерской империей, 1905 год, пограничный переход город Броды.

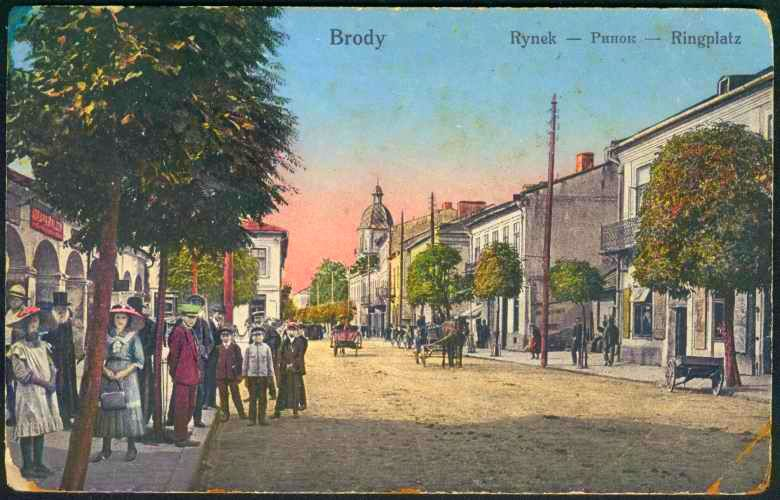
Площадь Рынок, 1914

В 1629 году от Жолкевских Броды перешли к Станиславу Конецпольскому, который в 1631 году занимал должность великого гетмана коронного Речи Посполитой (третья особа в Польше после короля и канцлера) и превратил Броды в свою резиденцию. По проекту французского инженера де Боплана, под наблюдением Андреа дель Аквы, Броды были превращены в город-крепость. Планировка была произведена по плану «идеального города». Броды окружал земляной оборонный вал каплевидной формы с десятью бастионами. Оборонную систему города увенчивал Бродский замок (построенный по новоголландской системе), расположенный на западной окраине города. Замок имеет форму пятиугольника с бастионами на углах. Город был серьёзной военной базой поляков в ходе Освободительной войны Б. Хмельницкого. Отражал татарско-турецкую агрессию во второй половине XVII века. Но когда Б. Хмельницкий двинулся, в 1648 году, на Броды, город был захвачен, а поляки и евреи нашли убежище в укреплённом замке, и город был сожжён казаками, причем поляки и евреи замок отстояли
После раздела Польши Броды отошли к Австрии. Это был пограничный город с Российской империей. С 1779 по 1880 год Броды имели статус «вольного торгового города», «порто-франко». Это был второй по значению город Галиции после Львова.
В первой половине XIX века происходило массовое переселение еврейского населения (галицких еврев) из Брод. Благодаря «бродским» евреям стал повышаться культурный уровень евреев Одессы. В 1841 году евреи, выходцы из Бродов, построили в Одессе новую синагогу, которая была названа Бродской и, помимо основной функции, выполняла роль своеобразного культурного центра одесской еврейской интеллигенции.
В 1869 году была проложена железнодорожная ветка Львов — Броды. До Первой мировой войны возле Бродов проходила граница между Австро-Венгрией и Российской империей.
В конце марта 1915 года император Николай II провёл инспекцию Галицийского генерал-губернаторства. 27 марта 1915 он посетил Броды и Львов.
В 1920 году непродолжительное время в Бродах располагался штаб Первой Конной армии. 29 июля 1920 года во время советско-польской войны под Бродами произошло сражение между частями 2-й польской армии и 1-й Конной армией РККА.
До 1939 года Броды входили в состав Польской республики.

### Вторая мировая война
1 сентября 1939 года германские войска перешли польскую границу, началась Германо-польская война 1939 года.
С 17 сентября 1939 года Красная Армия также вошла на территорию Польши. Поход закончился подписанием 28 сентября 1939 года Договора о дружбе и границе между Союзом ССР и Германией.
27 октября 1939 года была установлена Советская власть.

### Украинская ССР
C 14 ноября 1939 года город определён и находился в составе Украинской Советской Социалистической Республики Союза Советских Социалистических Республик.
22 июня 1941 года германские войска напали на Союз ССР, началась Великая Отечественная война 1941—1945 годов.
В июне 1941 года на полях под городом произошло одно из крупнейших в истории танковых сражений — Битва за Дубно — Луцк — Броды.
30 июня 1941 года город был оккупирован германскими гитлеровскими войсками.
Сформированная из местных добровольцев «полиция безопасности» 12 июля 1941 года расстреляла 250 евреев из числа местной интеллигенции. 13 января 1942 года в Бродах было создано гетто, куда были согнаны все оставшиеся в живых местные евреи (6 458 человек). В бродском гетто с 1942 года действовала подпольная организация, которую возглавлял бывший военнослужащий польской армии Самуэль Вайлер. Группа установила связь с подпольщиками львовского гетто, а также членами Народной гвардии им. Ивана Франко. Целью подпольщиков было создание общего партизанского отряда с подпольщиками гетто Львова. С этой целью группа начала сооружение бункеров в соседних лесах. Вследствие провокации оккупантов эта попытка не удалась. Осенью 1942 года в лагерь смерти Белжец было вывезено около 5 000 евреев из гетто, а 500 евреев были убиты на месте. Зимой 1942—1943 в гетто от тифа и голода умерло большинство из оставшихся в гетто людей, и в конце января 1943 года гетто было ликвидировано, а оставшиеся к тому времени в живых евреи были убиты. С февраля 1943 года город Броды был объявлен очищенным от евреев, еврейская община Бродов, существовавшая, по крайней мере, с конца XVI века, на этом была полностью уничтожена.
В июле 1944 года под Бродами первый раз в бой с частями Красной Армии ВС Союза ССР вступила Дивизия СС «Галичина». В упорных боях в бродовском котле она почти полностью погибла.
17 июля 1944 года город был освобождён советскими войсками 1-го Украинского фронта в ходе Львовско-Сандомирской наступательной операции (июль—август 1944 года): 13-й армии — части войск 172-й сд (генерал-майор Краснов, Анатолий Андреевич) 102-го ск (генерал-майор Пузиков, Иван Михайлович).
Войскам, участвовавшим в прорыве обороны противника на львовском направлении, в ходе которого были освобождены Броды и другие города, приказом Верховного Главнокомандующего И. В. Сталина, от 18 июля 1944 года, была объявлена благодарность и в Москве дан салют двадцатью артиллерийскими залпами из 224 орудий.
В 1968 году в городе насчитывалось 13,6 тыс. жителей. Имелись швейная фабрика, маслодельный, консервный заводы, педагогическое училище.
В 1969 году город стал центром Бродовского района Львовской области УССР. Ж.-д. станция. Узел шоссейных дорог на Ровно, Тернополь, Львов.

## Население
По данным переписи 2001 года, украинцы составляли 95,33 % населения города, русские — 3,78 %.

### Языковой состав
Родной язык населения по данным переписи 2001 года:
| Язык       | Численность, чел. | Доля     |
| ---------- | ----------------- | -------- |
| Украинский | 22 306            | 96,12 %  |
| Русский    | 842               | 3,63 %   |
| Другое     | 58                | 0,25 %   |
| Итого      | 23 206            | 100,00 % |

Украинский язык является основным и единственным официальным языком города.

## Уроженцы
- Йозеф Рот (нем. Moses Joseph Roth, 2 сентября 1894, Броды, Австро-Венгрия — 27 мая 1939, Париж) — австрийский писатель и журналист.

## Достопримечательности

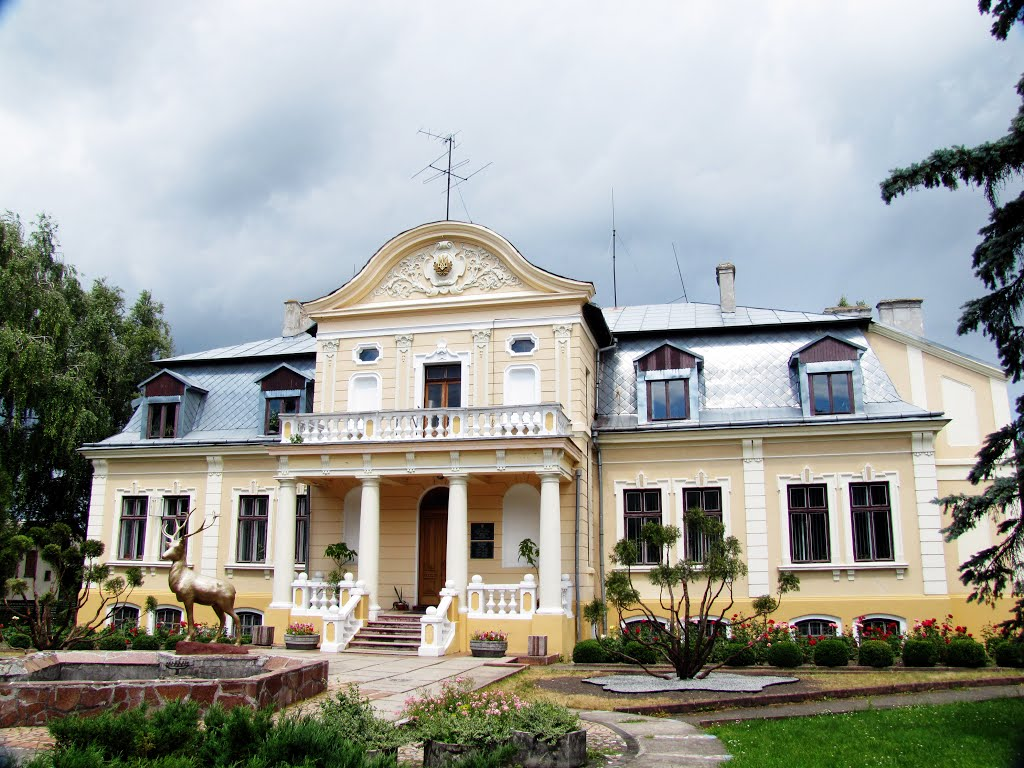
Усадьба Тышкевичей

- Бродовский историко-краеведческий музей (Пл. Свободы, 5), который находится в доме бывшего уездного староства Австро-Венгерской империи.
- остатки средневековой крепости (XVII век) (в районе улицы Школьной-Замковой).
- Дворец Потоцких на территории крепости (с выставочными залами музея).
- Церковь Рождества Богородицы 1600 года.
- Троицкая церковь с колокольней 1726 года.
- Церковь св. Георгия (Юрия) XVI—XVII веков с иконостасом в стиле рококо (его сохранность на данное время неизвестна).
- Руины Большой Бродовской синагоги 1742 г.
- Архитектурные ансамбли улицы Золотой и Майдана Свободы.
- Здание гимназии, 1883 г.
- Бывший суд, 1910 г. (ныне Бродовский педагогический колледж им. М.Шашкевича).
- Народный дом (начала XX в.)
- Виллы и дворцы начала XX века.

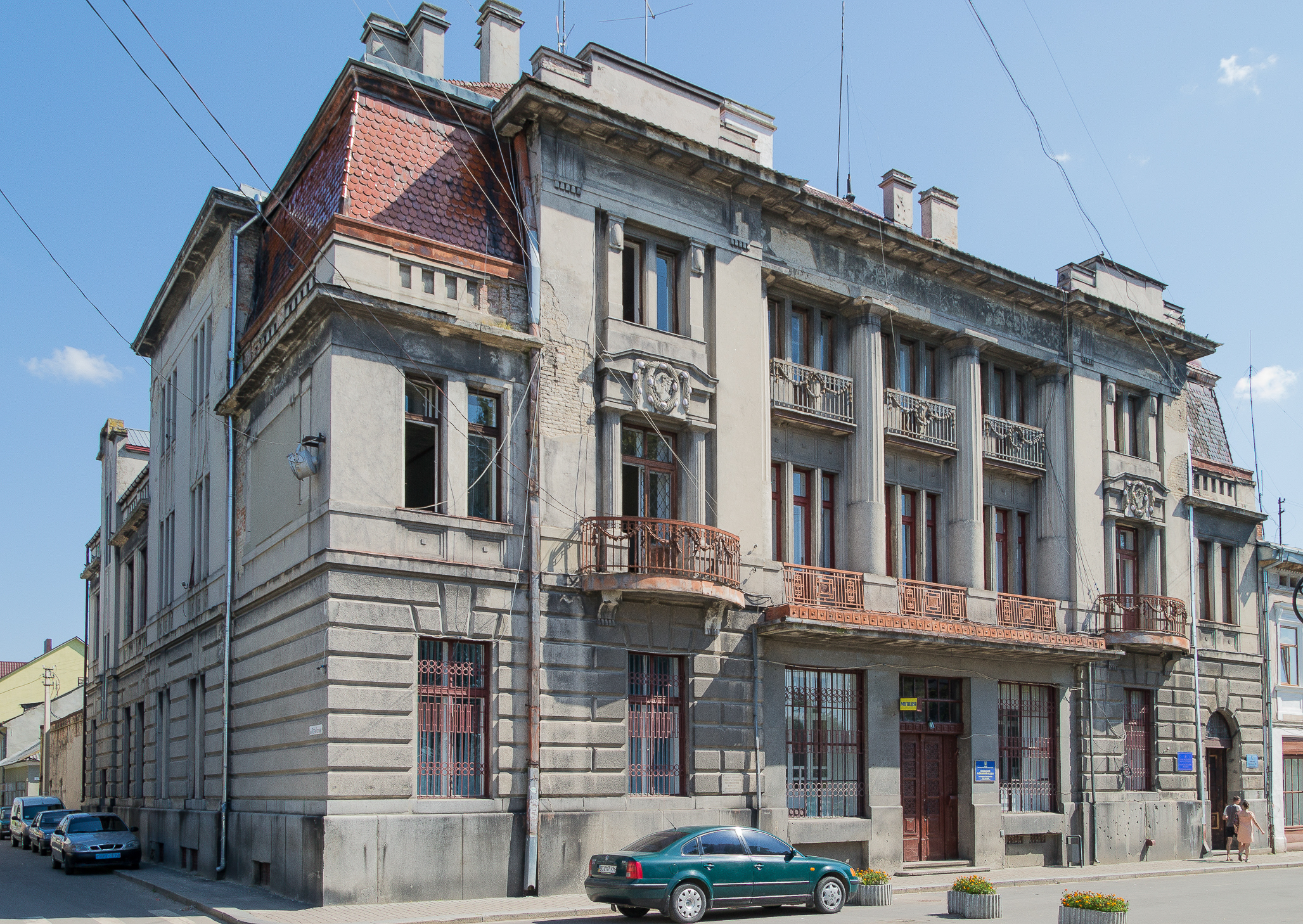
Прокуратура
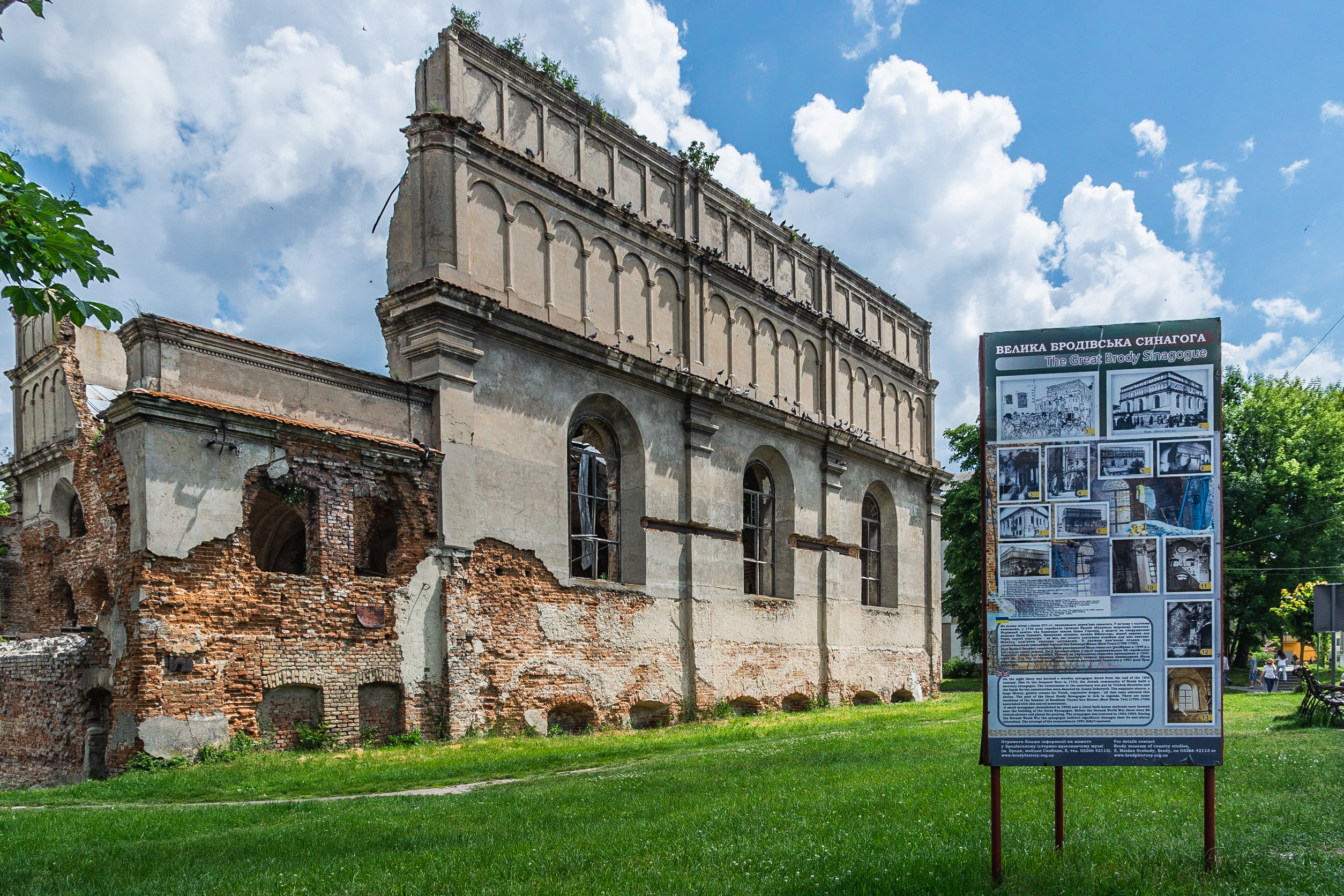
Бродовская синагога
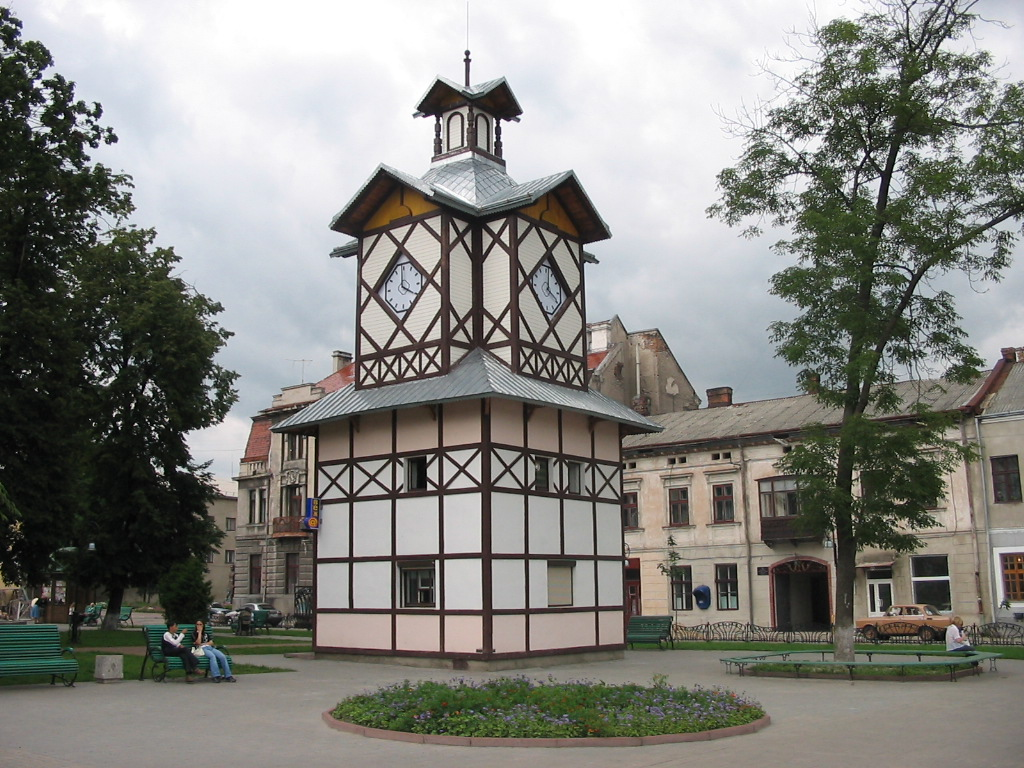
Часовая башня
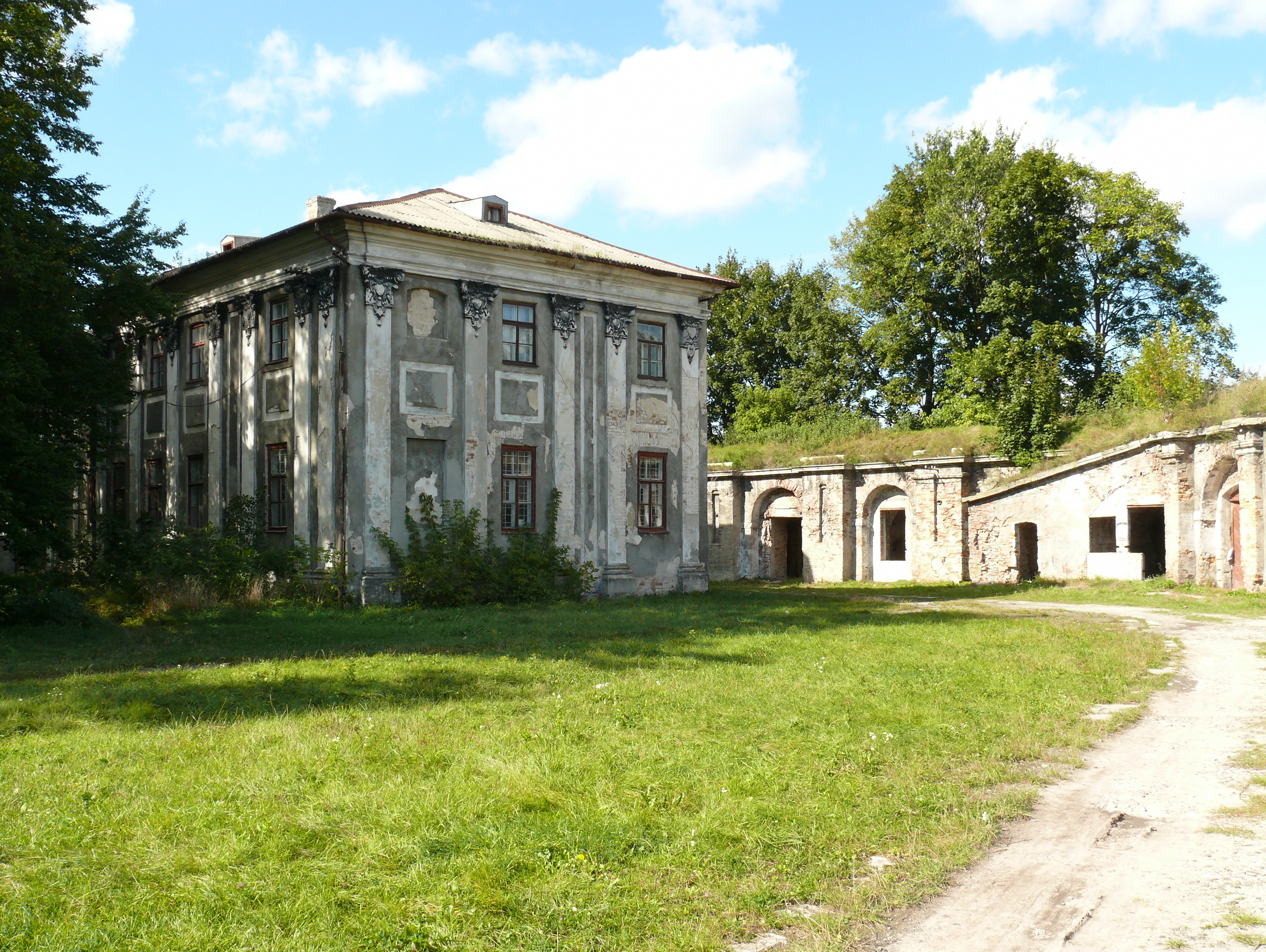
Бродский замок
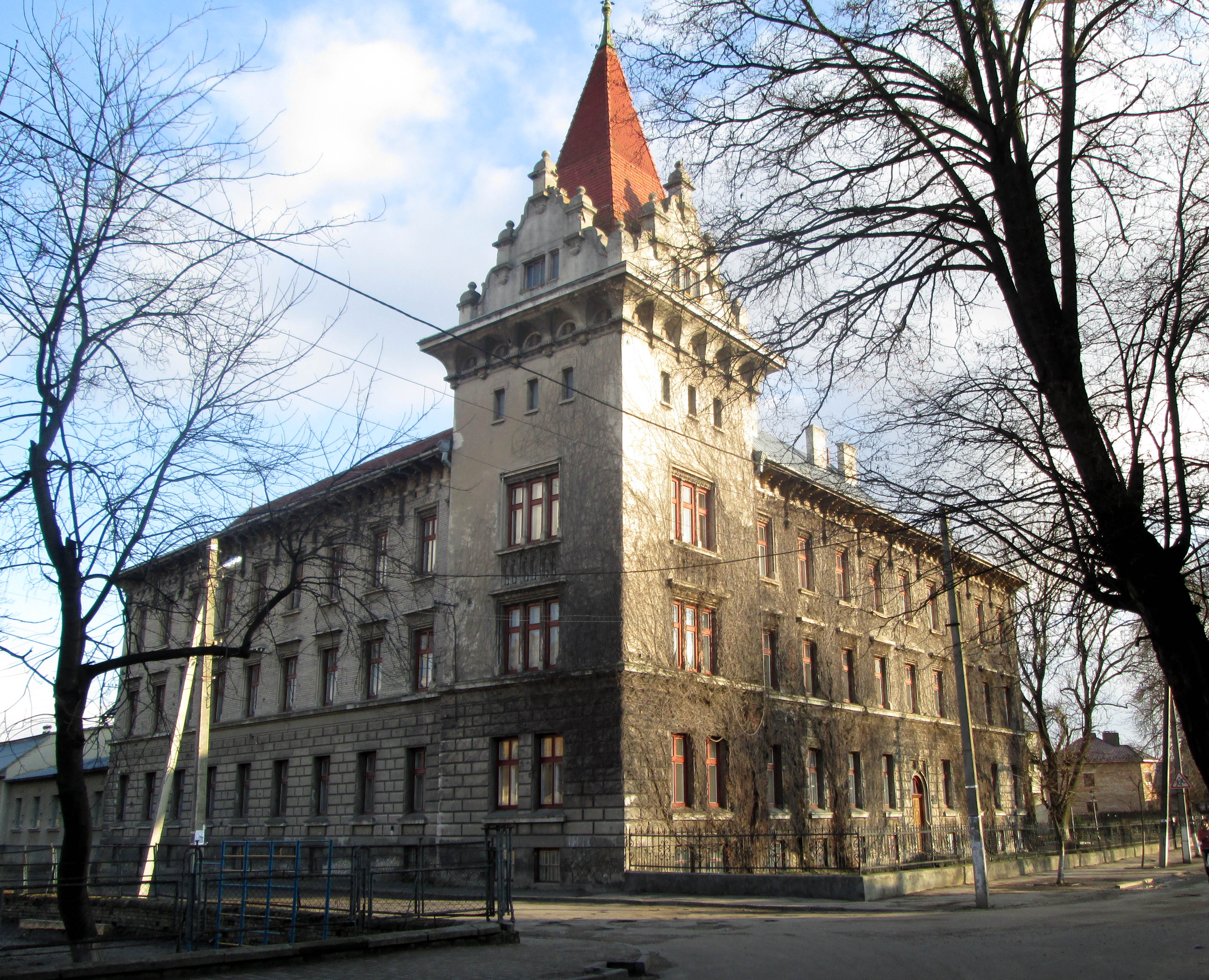
Педагогический колледж
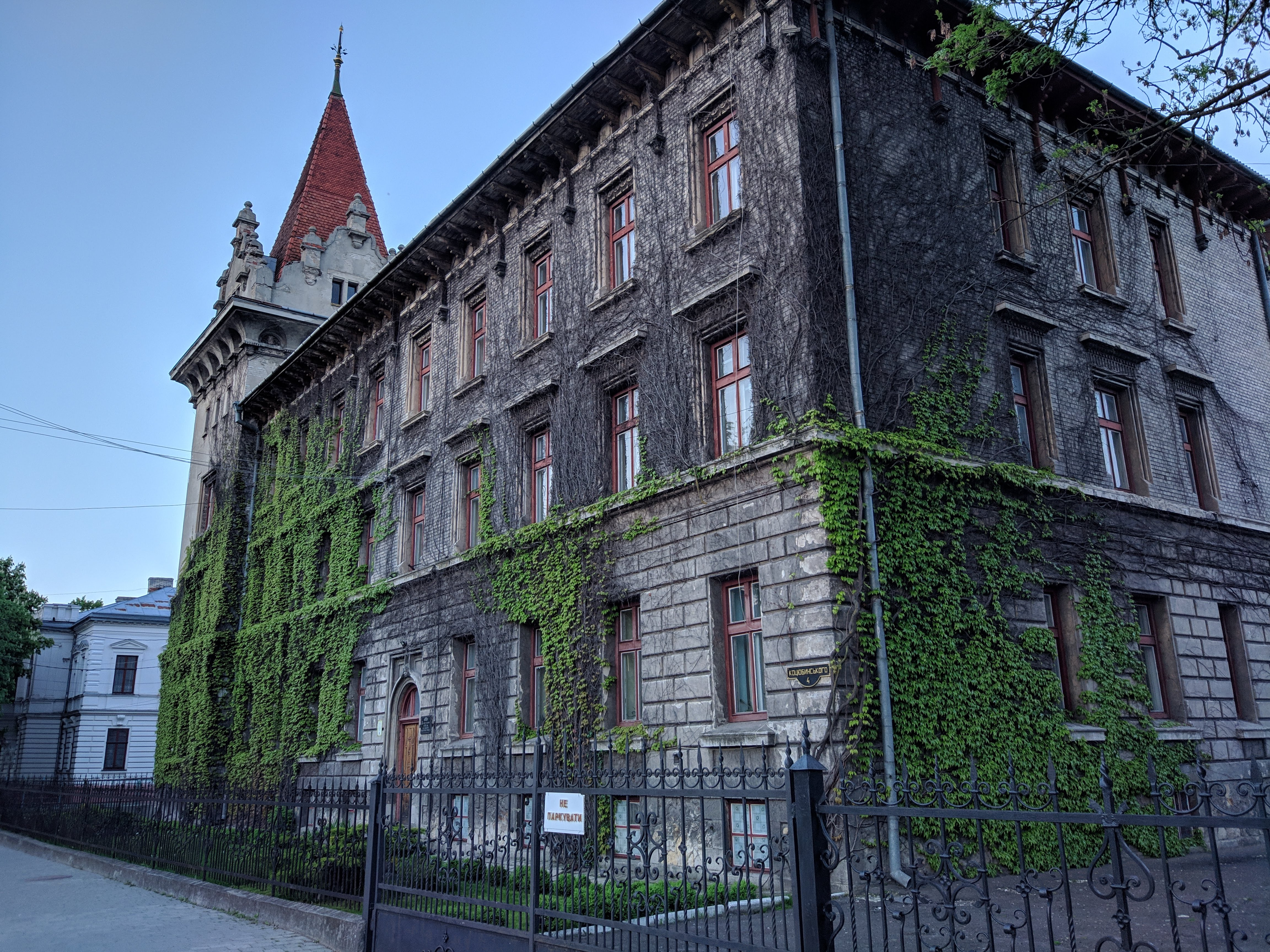
Педагогический коледж
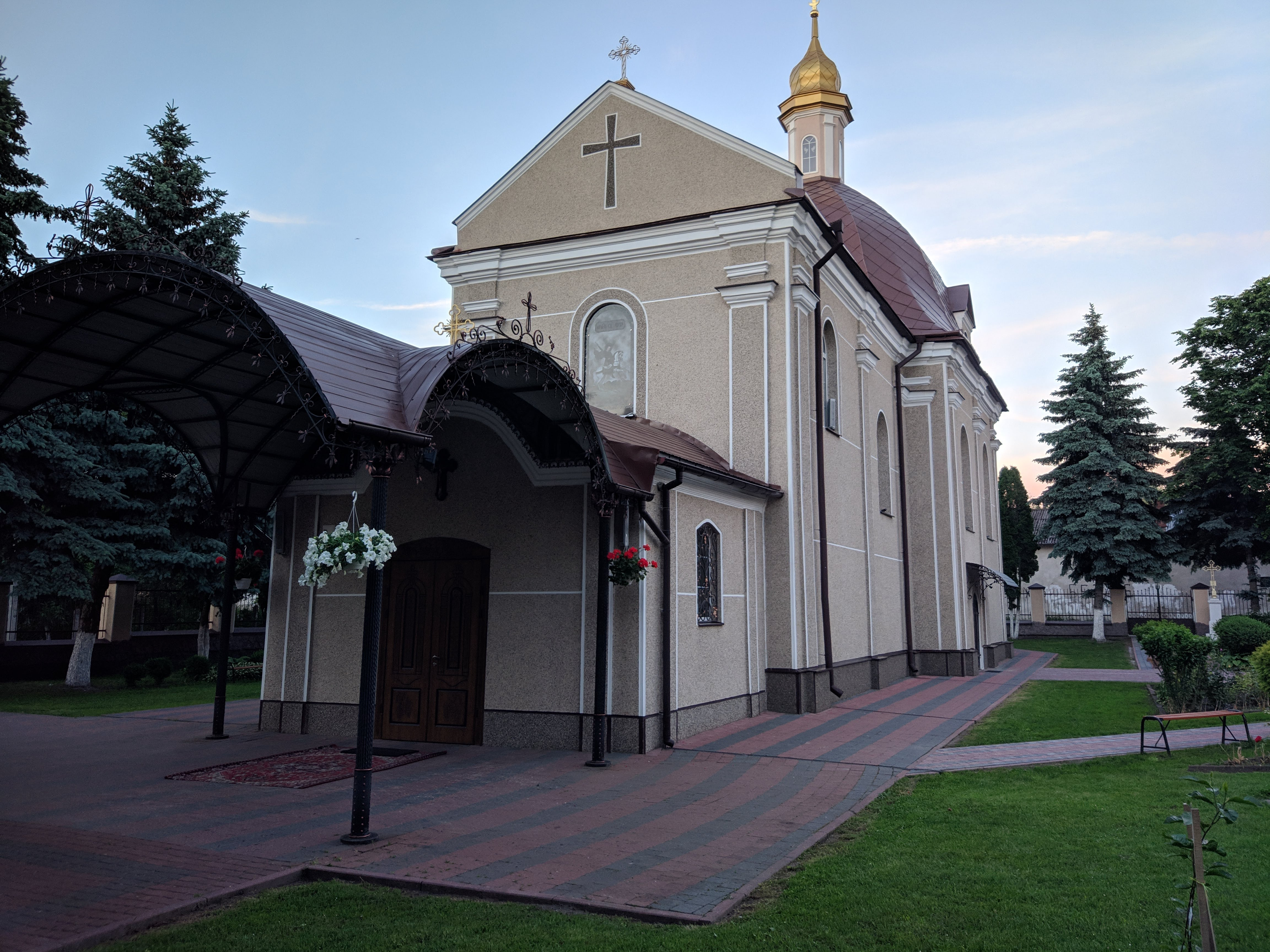
Церковь Святого Георгия (Юрия)
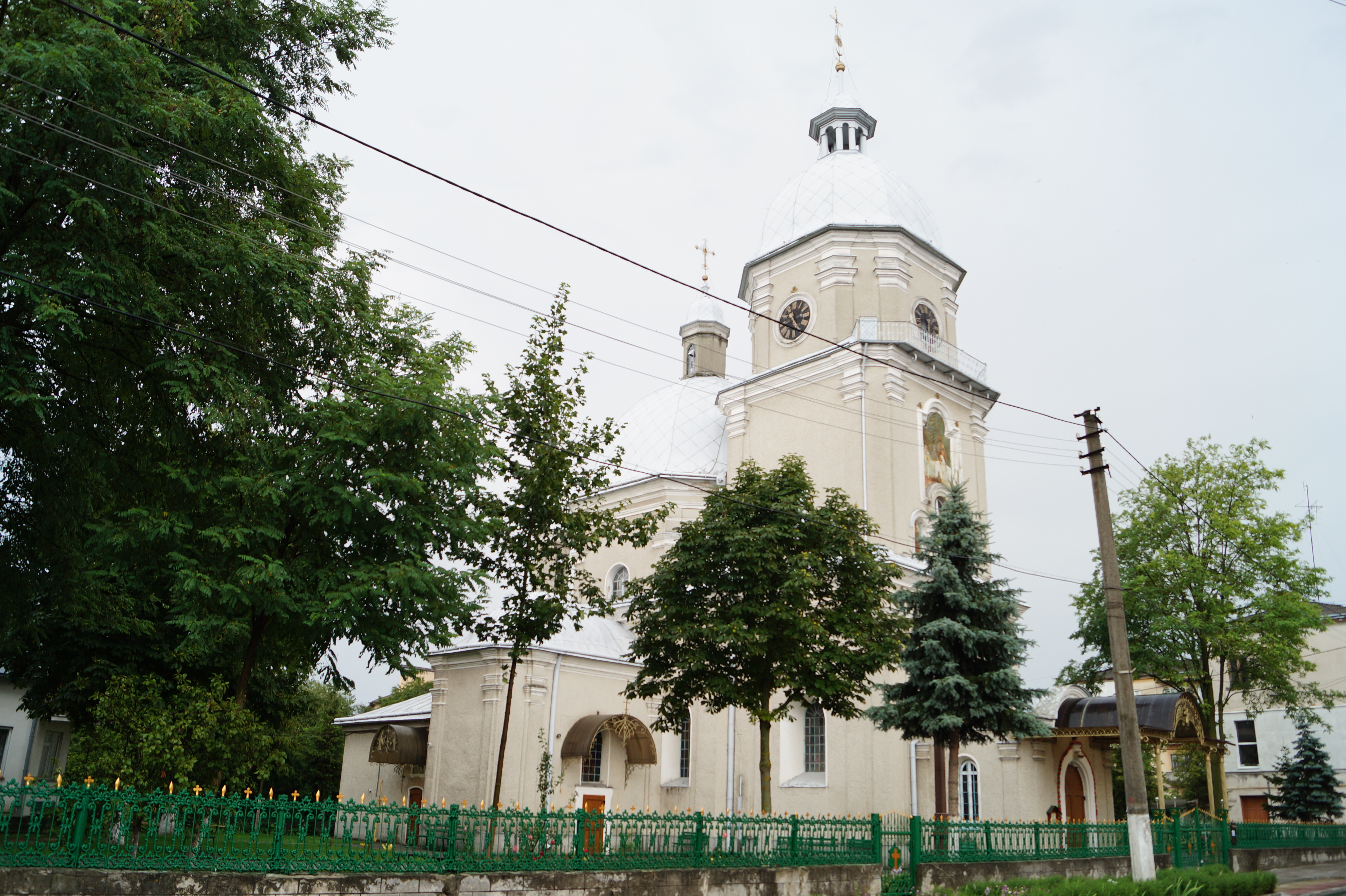
Церковь Рождества Богородицы
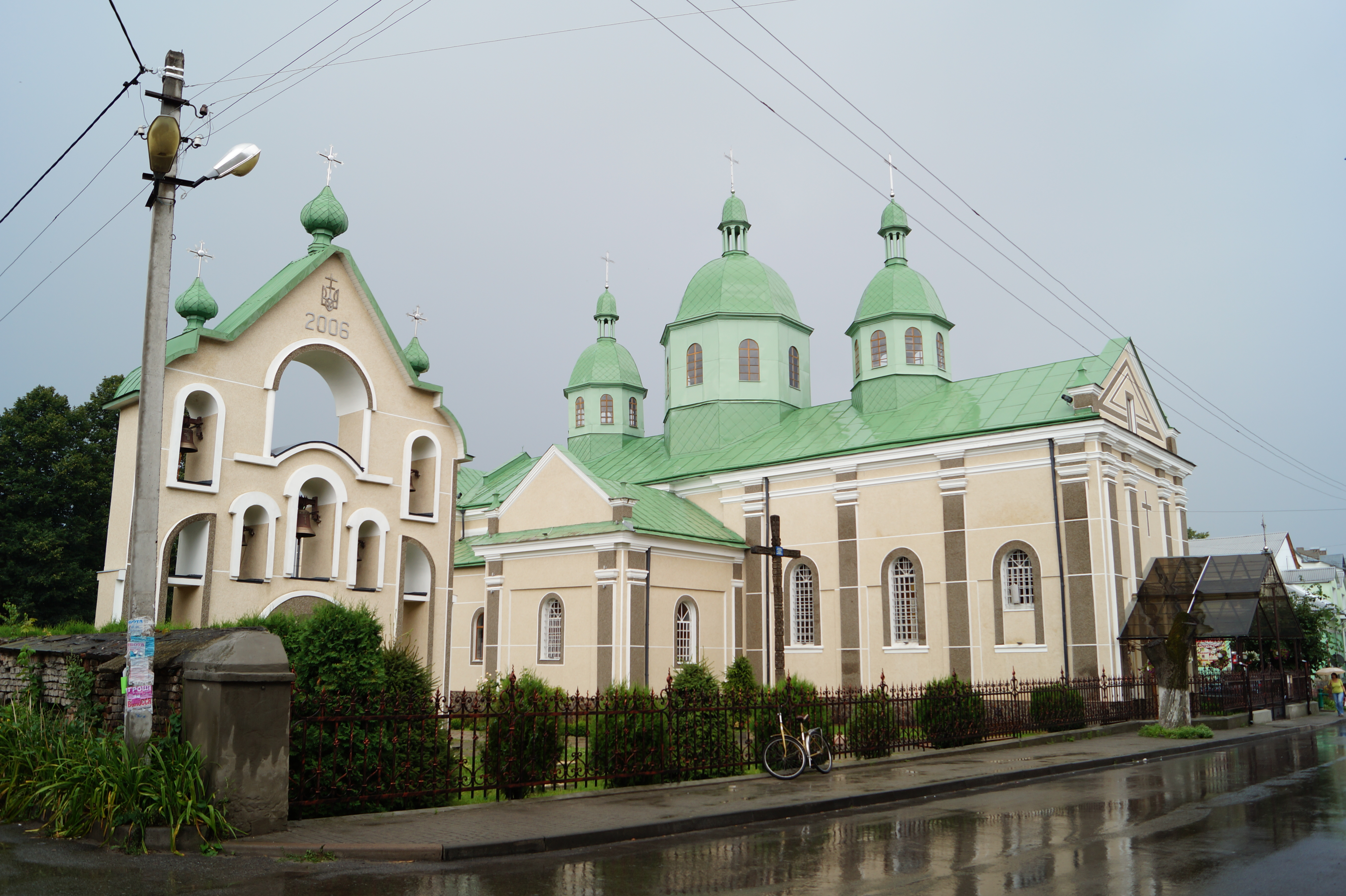
Костел Честного Креста
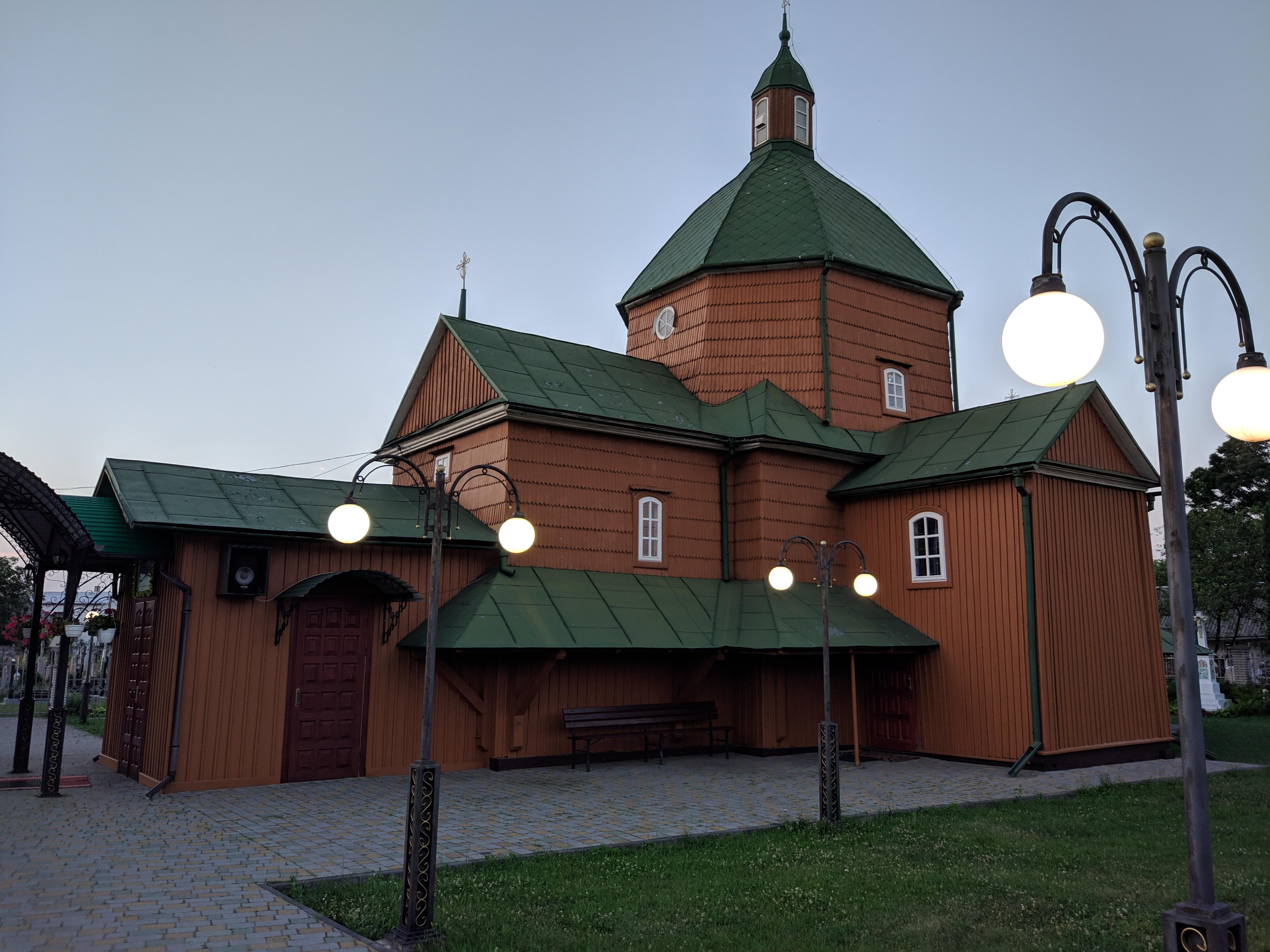
Троицкая церковь
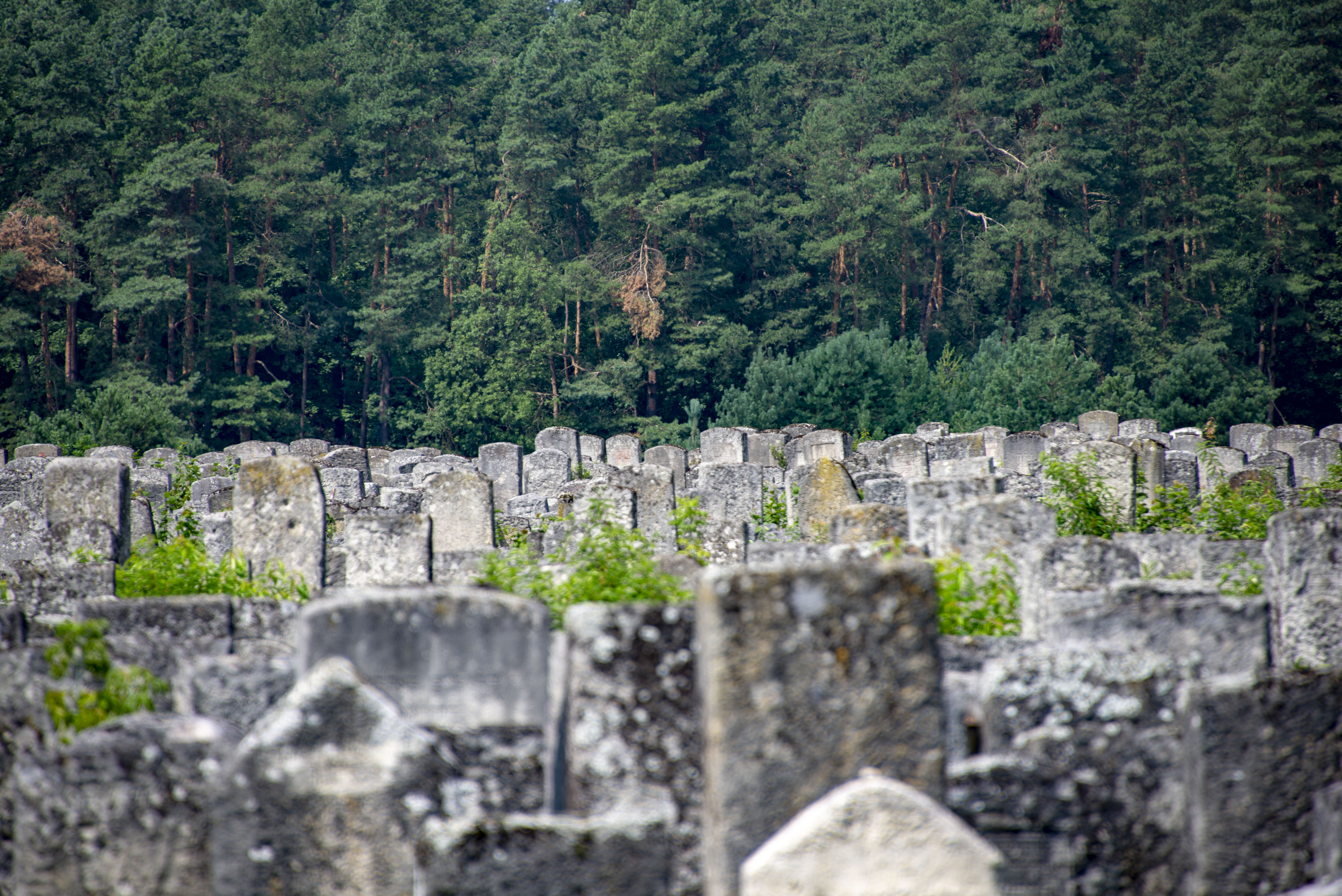
Еврейское кладбище в Бродах

## Города-побратимы
- Могильно (Польша)
- Вольфратсхаузен (Германия)
- Белжице (Польша)
- Шаштин-Страже (Словакия)